# Оуен Сміт
Оуен Сміт (англ. Owen Smith; нар. 2 травня 1970, Моркем, Ланкашир, Англія) — британський політик-лейборист, член парламенту від виборчого округу Понтипрідд з 2010.
Сміт приєднався до Лейбористської партії у віці 16 років, вивчав історію та французьку мову в Університеті Сассекса. Він працював на BBC радіо-продюсером протягом 10 років.
У 2002 році він став спеціальним радником Міністра у справах Уельсу Пола Мерфі, який пізніше очолив Міністерство у справах Північної Ірландії. У 2006 році він намагався стати членом парламенту на довиборах.